# باندیاگارا اسکارپنمنت
باندیاگارا اسکارپنمنت (به لاتین: Bandiagara Escarpment) یک منطقه حفاظت‌شده، رشته‌کوه و دیواره است که در مالی واقع شده‌است.